# أندريه رينالدو
أندريه رينالدو (بالإنجليزية: Andre Renaldo)‏، لاعب كرة قدم برازيلي.
و قد كان يلعب مع نادي كاظمة في موسم 2006/2007، وفي عام 2007 انتقل إلى نادي السالمية وهو يلعب معهم حتى الآن.

## روابط خارجية
- أندريه رينالدو على موقع قاعدة بيانات كرة القدم.إي يو (الإنجليزية)
- أندريه رينالدو على موقع Soccerway.com (الإنجليزية)